# 新田みれい
新田 みれい（にった みれい、2000年7月13日-)は、日本の元AV女優。アローズ所属。

## 略歴
2019年5月、SODクリエイト内にあるレーベル「青春時代」の専属女優としてAVデビュー。
2019年12月より専属を離れ、企画女優として活動。
2021年5月24日、同年7月13日をもってAV女優を引退することを発表。

## 人物
初体験は16歳。2人目の彼氏とは、さまざまな体位を試していた。童顔のため年齢確認されることが多く、身分証明証を常に携帯している。デビューのきっかけは、清楚な雰囲気のAV女優をみるようになったから。デビュー当時は、ロリ、美乳、色白を推されていた。身長と比較してヒップサイズは89センチと大きく、デビュー前はコンプレックスをもっていた。最近では、ヒップに焦点を当てた作品も多くなっている。
性癖は奉仕型のM。インタビューで、AVのプレイとして今後、痴漢、レズ、緊縛などをやってみたいと答えており、2020年7月にアナルを解禁している。

## 作品

### アダルトDVD
- 目が合った時の衝撃、秒速30万キロ超。 新田みれい SOD専属AVデビュー（5月23日、青春時代）
- 男だらけの家族に女性は私1人 毎日忙しく家事をしながら10人兄弟と連続セックス朝生活（11月7日、SENZ）
- ショコラ chocolat 肩を丸くし少し怯え、一段と小さく見えた女の子が目の前にいる…独特の匂いと肌触りは発育途上の証…未熟で褐色の若い体に興奮した。（12月12日、FIRST STAR）
- 「私、オトナになっちゃった…」 ハニカミながらも中イキしまくる。制服美少女と秘密の課外授業。（12月26日、ひよこ）
- 素人女子大生限定! パンティ素股でカチカチち●ぽがアソコに擦れて赤面発情! クロッチは恥ずかし汁まみれ!そのまま生で擦り合わせて、ヌルヌルワレメに結局つるんっと入って生中出し!! 何度もイッちゃうイクイクJD厳選編（12月27日、赤面女子）

- 終電を逃した酔っ払った同僚とホテルで相部屋に… あまりの無防備な姿に我慢出来なくなって… Vol.001（1月17日、S級素人）
- 120%リアルガチ軟派伝説 vol.80 優良ナンパ地・水戸から上野へ常磐線をセックス旅!祝❤全員中出し!!!（1月17日、プレステージ）※「きょうか」名義
- 顔出しMM号 女子大生限定 ザ・マジックミラー 2枚組8本番!リアル友達関係の男女の素人大学生が生まれて初めての素股に挑戦!2人っきりの密室でクリトリスとチ○ポを擦り合わせると友情の壁を超え我慢できずにヌルッと挿入してしまうのか!? 5 人生初の真正中出しスペシャル!（1月19日、ディープス）
- 生中出しアイドル枕営業 Vol.006（1月31日、BAZOOKA）
- 10代うぶ美少女ガチナンパ! うすーいラップ一枚挟んで童貞君と素股体験してみませんか? すぐに破れて生ち●ぽがズボッ! 「Hはダメっ!」と戸惑う一回り年下の娘にそのまま中出ししちゃいました! 青春真っ盛りの瑞々しい美少女のみ6名5時間スペシャル（1月31日、赤面女子）
- 入院したら隣がけなげなひよこ女子。ムラムラが我慢できなくなって小さな体を固定して敏感マ○コの奥(子宮)をガン突きしまくった。（2月6日、ひよこ）
- 萌え系 恥じらい女子校生 連れ込み個人撮影 SNSで見つけた女神に中出ししちゃいましたww（2月10日、ブリット）
- アヘ顔ヒューマノイド（2月14日、宇宙企画）
- リクルートスーツ就活生 Vol.001（2月14日、BAZOOKA）
- 電マ好きだけどディルドは初体験! 終始恥ずかしがり薄マ●毛美少女 おじさん喜ぶ素直にイキまくるマシュマロボディ きつマ●に巨根突き! 5発射（3月19日、ABC）
- 即尺即発射フェラ 〜全員5分以内に発射させる巧みな即ヌキテクニック〜（3月25日、SEX Agent）
- ノーカットでお届けするノーハンドフェラチオ（4月1日、OFFICE K'S）
- 超ブラコンなロ○ータ系妹のお兄ちゃん溺愛調教 新田みれい（4月1日、OFFICE K'S）
- 東京貧困物語 制服を着た借金女子返済シミュレーション Vol.001 奨学金返済とリボ払いに悩むみれいちゃん（4月3日、ONEZ）
- 入学式痴漢 中出しSP（4月9日、ナチュラルハイ）
- #女子●生 #ロリ美少女 #パパ活 ヤリマンみれいちゃんの円交映像 新田みれい（4月13日、バルタン）
- 出会って即ホレ! 料理上手な家庭的美少女と田舎娘 むちかわロリボディのおんなのこ 小便漏らして感じまくり 照れ笑いが消滅するまで激ピス中出し（4月19日、ABC）
- 「お兄ちゃん、もしかして私のこと避けてるでしょう?」 「バカその逆だよ!どストライクなんだよ(※心の声)」 4 無邪気にボクに接してくる妹はボクの事が大好き!!嬉しいは嬉しいけど実は超ドストライクで困ってます!!とにかくそれがバレないようにがんばっていたけど、そんなボクの気持ちを理解してくれず妹はボクがお風呂に入っている時に背中流してあげると言って入ってきたんです!!当然、妹の膨らみかけた胸は丸見えだし肌と肌がこすれ合うし‥そんなのされた日にはボクは勃起してしまいます!!!勃起していたら当然、バレてしまいヤバイと思ったけど隠しきれず!気持ち悪がられると思ったらそれどころか嫌われていなくむしろ自分に勃起してくれたことに興奮した妹は「お兄ちゃんが喜んでくれるなら何だってしてあげるね…」とまさかの神展開!!しかもしかも「小さいけど私…乳首すごく感じるんだよ!」と言うので乳首を弄り回したら感じまくって顔に似合わず体を反るほど連続爆イキ!!（4月19日、Hunter）
- 乳首舐めの達人による巧みな連続射精テクニック（4月25日、SEX Agent）
- 一般男女モニタリングAV 素人女子大生限定! 恋人がいない大学生の男女はキスだけで恋に落ちて初対面の相手とSEXしてしまうのか? 7 惹かれあった2人のキスまみれの完全プライベートSEXを大公開!! 初めての生中出しスペシャル!!（5月7日、ディープス）
- 痴漢オークション（5月7日、アパッチ）
- ヒロイン苗床化 美聖女戦士セーラーアクアス 新田みれい（5月8日、GIGA）
- ロリっ娘好きな時間停止おじさん（5月8日、ROCKET）
- 居酒屋でKISS! 初対面でキスした後のエロ反応検証させて下さい! 酒とキスのWパンチで本気で欲情するガチSEX大作戦!!（5月10日、ホットエンターテイメント）
- 結婚したら嫁の連れ子が6人全員ヤリマン女子○生だった! 彼女たちはとにかくエッチなフェロモン全開でその雰囲気に我慢できず、嫁に隠れて勃起しまくっていたら娘たちにバレてしまい6人の娘たちが誘惑してきてお義父さんチ○ポの奪い合いが始まった! 婚活し奇跡の結婚! しかし、嫁には連れ子が6人。嫁と結婚するだけならまだしも若い女子たちに囲まれての生活なんてドキドキの連続!さらには娘たちはヤリマン女子○生で超無防備な格好をしているんです。嫁がいるのについつい若い娘たちに目が奪われてしまい反省の日々。しかし、それを面白がってか娘たちは胸チラパンチラを見せびらかし、わたしを誘惑!!毎日毎日勃起していたらバレてしまい娘たちは気持ち悪がるどころか更に面白がって私のチ○ポを貪り始め「お義父さんチ○ポ試してみたい!」なんて次々にセックスの誘惑が…!夢に隠れて娘たち全員とセックスしまくりの生活に…!（5月19日、Hunter）
- 『おじさんは私を必要としてくれる??』 隣のウブロリ学生がまさかのノーブラ誘惑!! 玄関入って即尺セルフイラマ! 隣に住む母子家庭で遅くまで母親が帰ってこないウブロリ学生は玄関先で寂しそうにボクを見つめてくる…玄関先で会うたびに寂しそうな目…何か求めているような目…ある時、よくよく見たら彼女はノーブラで立ち尽くしてこちらを見つめている…ノーブラで求められたら我慢できなくなりガン見しまい勃起…勃起していたら女の子にバレてしまいヤバイと思ったけどボクに近づいてきて『こっち来て…』と言って手を引っ張られて彼女のお家へ!と思ったら玄関に入った瞬間『男の人はこうすると喜ぶんでしょう?』と言ってズボンを脱がされまさかの即尺セルフイラマ!『おじさんは私を必要としてくれる?』と言って部屋に連れて行かれて生セックス!!乳首をコリコリしたらカワイイ声で感じまくり!!何度も何度も中出しさせてくれました!!（5月19日、Hunter）
- 唾液フェラチオ～涎を垂らして粘液まみれで射精を誘う濃厚口淫～（5月25日、SEX Agent）
- 「お兄さんの大きいおち○ぽ挿れたら気持ちいいの?」 妹の友達が我が家にお泊りにやってきてまさかの逆夜●い!!妹の友達がお泊まり会。初めてのお泊りだからテンション高くてとにかくうるさい!!今夜は最悪だと思っていたらもっと最悪な事が!!なんと風呂上りに妹の友達に僕のチ○ポを見られてしまったんです!もう本当に最悪だと思っていたらどうやら妹の友達は僕のデカチンが気になって仕方がなかったみたいで寝静まった夜、僕の部屋にこっそり忍び込んででき…「ずっと気になっちゃってこのままじゃ寝れないの…」と言ってまさかの逆夜這い!（6月7日、Hunter）
- 「絶対に孕ませてやる」 ずっと好きだったのにボクを置いて結婚する姉に連続中出し3日間。 ずっと好きだった姉がボクから逃げるように結婚することに。諦めきれないボクは父と母が旅行でいない3日間、姉の部屋に忍び込み襲いかかる。何度も何度も朝昼晩時間を問わず姉に中出しをし続け、妊娠させてボクと子供といつまでも仲良く暮らすんだ…!（6月7日、Hunter）
- 中出しブルマん娘 みれい 新田みれい（6月11日、フェチ眼）
- 図書館で声も出せず糸引くほど愛液が溢れ出す敏感娘 22 シリーズ復活記念2枚組中出しSP（6月11日、ナチュラルハイ）
- 美人4姉妹の自宅に侵入「お姉ちゃんをレイプされたくなかったら黙って中出しさせろ」と脅して結局家族全員ナマ中出しレイプ! 2（6月11日、サディスティックヴィレッジ）
- 「私だって、私だって…本当はめちゃくちゃエッチしたいんだから!!」 可愛いのに自分の魅力に気づいていない色気のない地味女が実は超ムッツリドスケベ性欲モンスターだった!! モテないボクでも身近にいる地味女には気を使わず話せるんです。そんな地味女が実は超ムッツリ!誰も知らないその秘密をボクだけが知ってしまうと、今まで隠していてそこにも発散できないでいた地味女の溜まりに溜まった性欲が一気に爆発!普段の姿から想像できない程のエロさに大興奮!ボクの勃起史上一番のカチコチ超絶勃起!ド淫乱女に豹変した地味女は強引にチ○ポを求めてきてメチャクチャエッチさせられちゃいました!!（6月19日、Hunter）
- 「お兄ちゃんとエッチしたい!」 「私たちとエッチしたくないの?」 「私こんなに胸大きくなったんだよ」 「私は胸大きくないけど感じるんだよ!」 5つ年下の二人の幼馴染はまだまだ綿パンはいてるくせにおませで最近エッチを覚えてエッチに興味津々!!身近なボクとエッチしたがる!! 無邪気に迫ってくる二人の幼馴染を結局、断る事が出来ず両親が旅行でいない一泊二日間、幼馴染二人とエッチしまくり!中に出してはすぐにもう一人の幼馴染がボクのチ○ポをフェラして勃起させてまた中出しさせてきてはまたもう一人の幼馴染がフェラしてきて強制勃起で中出し強要!結局、5つ下の幼馴染二人に勃起しなくなるまで何度何度も中出ししまくっちゃいました!!（6月19日、Hunter）
- 気が弱い乳酸飲料販売レディはいつも訪問するお得意様のオフィスの男たちから連日のようにセクハラされている。（6月19日、お夜食カンパニー）
- 素人娘のおま●こ図鑑 3 じっくりおっぴろげ女性器コレクション13人（6月19日、かぐや姫Pt）
- シロウトハメ撮りch 6（6月19日、ヌキサシリーグ）
- 入学準備で学校指定販売店にやってきた胸の膨らみはじめの無知な女の子に盗撮イタズラ（6月25日、アキノリ）
- カワイイ従姉妹たちのキツキツマ○コにチ○ポを入れて、アヘアへイクイク動画撮影ができちゃったので公開しちゃいます!（6月25日、SWITCH）
- 美少女優等生 放課後変態黒パンスト倶楽部 新田みれい（7月1日、OFFICE K'S）
- クラスの女子の間でベロチュー大流行!教室内で女子たちがチューしまくり!見ていたボクもベロチューブームに巻き込まれた。それだけでは終わらず… 男女比1:9!の男はボクが1人だけのクラスでは「スカートめくり」や「おっぱい揉み」など女子たちのエッチなおふざけがしょっちゅう流行るのですが…今流行っているのは女子同士のベロチュー!?その光景を目の当たりにしたボクは気まずさと興奮が止まりません!すると女子たちの悪ノリが始まって今度はボクにベロチュー!?そんなことになって勃起していると女子たちのムラムラが爆発!学校内でボクのチ○ポをハメるのが大流行!?炎上するより快感が勝って何度も何度も中出しするのが当たり前になってしまい…!?（7月7日、Hunter）
- 『えっお兄ちゃん挿っちゃってるよ!』 『もうちょっとでイケそうだからそのまま手伝って…』 どストライク過ぎる妹と狭いお風呂で超密着入浴! していたら大きくなった二人には思った以上に狭すぎて妹が動いた拍子にヌルヌルズブっと生挿入!!妹があまりにもキツマンで気持ち良すぎて即生中出し! 妹の事が大好きなボク…。妹はそんなボクの気持ちは知らないであろうが昔と変わらず超無防備な格好で無邪気に接してくる!パンツやブラは見えるし色々なところが当たりまくるしで気持ちを抑えるのが大変です!しかもある日、一緒にお風呂に入ろうと言って強引に入ってきて狭いお風呂で二人きりになったらもう大変!!当然お風呂の中で勃起してしまって出れずにいたら妹がちょっと動いた拍子にヌルヌルズブっとまさかの生挿入!ヤバいと思いつつも気持ちよすぎて抜くことができないボク…。『ちょっとダメだよお兄ちゃん』と言いつつも抜かない妹…。あまりのキツマンですぐイキそうになり『もうすぐイケそうだから手伝って』と言ったら恥ずかしそうにうなずいて動いてくれて生中出し!!出した後にヤバいと思ったけど興奮した妹がまさかの発情!!何度も何度もボクに求めてきました!!（7月7日、Hunter）
- 〜強制いじめ連鎖〜 「お前を解放してやるから次の肉便器(友達)を連れてこい!」 クラスの男子から肉便器にされ、連日の輪姦レイプに耐えられなくなった女子●生は新たな肉便器(友達)を差し出す（7月7日、Hunter BLACK）
- 少女のお顔をベロベロ舐めたい 新田みれい（7月9日、neo）
- 風俗に行ったら…出てきたのは近所のソソるパンチラ女子学生!? 近所に住んでるソソる女子学生はスカートが短くていつもパンツ丸見え! しかも見せつけてくるのでムラムラしてしまい、このままではヤバイ!仕方がなく風俗に行ったら…出てきたのは何と毎日会う近所のパンチラ女子学生!?ウワー恥ずかしい!ヤバイ!!と思ったら、そんなに溜まってたんだと濃厚サービスでエッチまで出来て、しかも援助の約束までしてしまいました!!（7月9日、SOSORU×GARCON）
- 史上最高レベルにかわいい素人10名 完全撮り下ろし永久保存版! 奥までズッポリ絶倫ピストンディルドオナニー 3（7月10日、S級素人）
- 新しいビデオカメラで義妹と試し撮り! 義妹は超ノリノリで胸の谷間を撮ってもパンチラを撮っても気にしないどころか実は撮られることに興奮していて… 調子の乗ったボクはかなり至近距離で義妹のスカートの中を撮ってると、今度は義妹の様子がおかしい。明らかに興奮している様子で、パンツにはシミまでできてびしょ濡れ状態。それを見たボクはチ○ポをギンギンに勃起させてしまい義妹にバレてしまった。「パパとママに内緒にするならもっと撮ってもいいよ。そのかわりキレイに撮ってね」と勃起チ○ポに手を伸ばしてきた!!いざ撮り始めると顔を隠して恥ずかしそうにしながらも、めちゃくちゃ感じまくって、義妹のエッチな声や表情を思う存分ビデオに収めました!!（7月19日、Hunter）
- 恥ずかしがり屋で超絶カワイイ義理の妹と付き合い始めてしまったボク…。 初めて親がいない一泊二日…エッチするチャンス!朝から晩までヤリまくり!とにかくイチャイチャイチャイチャしまくって義理の妹が飽きるほどエッチしまくっていたら段々と大胆になってきて最後は『中に出してお兄ちゃん』と言うほど、ド淫乱女に豹変!!（7月19日、Hunter）
- 現役ヤリマンの義妹と元ヤリマンの義母がボクのチ○ポを奪い合い! 義妹がボクを誘惑しているのを目の当たりにした元ヤリマンの義母も我慢できなくなり…。父が再婚し新しく義妹と義母と暮らすことに。色気たっぷりの義母にメロメロのボクに、現役ヤリマンの義妹が嫉妬!そしてそのまま義妹に連れ込まれ誘惑されてしまう!しかもそれが義母に見つかり、義母に呼び出されて…（7月19日、Hunter）
- 限界アナル解禁 新田みれい 肛門アクメ 浣腸噴射 2穴SEX 私の全部見てください（7月23日、ナチュラルハイ）
- 射精確率変動連荘ザーメン 〜確変状態のチ●コに迫りくる痴女たちの止まらない悪戯〜（7月25日、SEX Agent）
- 本気の白濁マン汁を垂れ流してイキまくる!! 素人娘のおま○こズボズボ指オナニー（8月1日、OFFICE K'S）
- 今夜、好きになってもいいですか?（8月7日、ビビアン）
- 素人娘の全裸図鑑13 今時の女の子12名が恥らいながら脱衣していく様子をじっくり撮影した、変態紳士のためのヘアヌードコレクション（8月7日、かぐや姫Pt）
- 「おばさんの下着なんか盗んで一体ナニするの…?」 夫に相手にされなくなった人妻はパンツを盗られて発情する! 9人全員撮り下ろし（9月1日、ミセスの素顔）
- 今夜、使ってみました。新田みれい（9月1日、S-Cute）
- 女子校内で超絶大な人気を誇っている姉のおかげで、そんな姉を慕う後輩と毎日エッチなことをしています…3（9月7日、Hunter）
- 義妹を家庭内ストーカー！我慢できずに危険日中出し13連発！2 親が再婚し同じ家で暮らすことになった義妹。超タイプで仕草表情いちいち可愛い…（9月7日、Hunter）
- 「私のお兄ちゃんエッチ上手でしょ！怖がらないで、感じていいんだよ！」従順な妹に呼んで来させた同級生を拘束し、中出しを繰り返す変態ロリコン兄（9月19日、Hunter）[9]
- 気弱な義妹のお口で喉奥ハードピストンイラマチオ練習していたらパンツにシミが出来るほどのビショ濡れ状態!!喉奥発射したばかりのボクのチ○ポ…2（9月19日、Hunter）
- テストの点が悪かった教え子をアナル折檻する変態家庭教師（9月24日、ナチュラルハイ）
- 媚薬を飲まされ神堕ち性欲モンスター!キメパコで脳イキ弾丸潮連射MAX!!（9月24日、サディスティックヴィレッジ）
- アナル浣腸イキ懇願（10月7日、Hunter）[10]
- なかよし素人娘2人組とねっとりベロチューしながら焦らし手コキ3 12人（10月7日、かぐや姫Pt）
- 「お義兄ちゃんみたいないつでもできる、おチ○ポお家に欲しかったんだ!」突然出来た真面目そうな義妹は、まさかの性欲底なし沼ビッチ!（10月7日、Hunter）
- 『突然のゲリラ豪雨で幼馴染の服がビショビショの下着がスケスケでドッキドキ!』しかも濡れて体が冷え切った幼馴染は『一緒に温まろう…』と言って…（10月7日、Hunter）
- Anal Device BondageXXI 鉄拘束アナル拷問 新田みれい（10月15日、グローリークエスト）
- 喉ボッコ!!イラマチオ 喉キツマ○コ中出し 新田みれい（10月22日、アイエナジー）
- 寝ている妹に強制イラマ漬け 妹がイラマチオの虜になるまで、喉奥を犯し続けた7日姦。（11月19日、Hunter）
- 就活中の無垢ロリ学生ムチムチ小柄ボディがおじさんチ●ポの性欲処理に! 新田みれい（11月28日、シャーク）
- フェラチオのお仕事にやってきた素人娘に予告なしの突然口内発射 1（12月1日、OFFICE K’S）
- パンチラ誘惑でM男を挑発するロリカワ小悪魔系美少女 新田みれい（12月7日、犬）
- 「こんなに汚してごめんなさい!」ドM家政婦が潮吹きしまくりで部屋を濡らしてイキまくり!床を拭かせて謝りまくりの土下座足舐めで連続中出し!（12月7日、Hunter）
- スーパーヒロイン危機一髪!!Vol.86 美少女仮面オーロラ ジュースにされた聖なる力 新田みれい（12月11日、GIGA）
- キモロリコン客に猥褻淫行されるパパ活J●密着風呂（12月18日、ZAP）

- ラブホでバイトするフリーターに声かけ!童貞EDのオナニーサポートしてくれませんか?終日ラブホでSEX後の掃除をしていた女子のムラムラが爆発!! 極潤れろちゅぱ密着愛撫でEDち●ぽを速攻で勃起させ、興奮抑えきれずに中出し懇願の濃密交尾で暴発不可避に!（1月8日、BANG!!）
- 一般男女モニタリングAV 女子○生限定高額アルバイト企画!学校帰りに声をかけた有名進学校に通う素人女子○生をインタビュー中にノンストップザーメンぶっかけ!合計61発 溜まりにたまった濃厚精子を大量に浴びせられて制服・髪・顔まで精子でべっとり!うぶなJ○オマ○コに大人のデカち○ぽをねじ込む…4（1月19日、ディープス）
- 「エッチの経験が少ないと彼氏引くかな…?一緒に練習してくれる?」幼馴染と恋愛相談NTR!結局彼氏とはできない中出しセックスを求める幼馴染!…（1月19日、Hunter）
- 誰にも言えないア○ルな関係。※ア○ルは性器じゃないから挿入してもいいんですかね?でもア○ルでイッてるのを見ていたら我慢できないのでやっぱりマ○コも侵します!（1月22日、ひよこ）
- 【卒業直後18歳内気恥ずかしがり群馬県某パン屋さんでバイト中】エッチな質問をするとモジモジするのでドS責めで野外露出させるとメス顔で発情（1月22日、TMA）
- 淫獣猟奇倶楽部 肛虐炎上 ～妖艶美少女イキ地獄～ Part7:アナルを嬲られ恥辱に痙攣する箱入り令嬢の惨い昇天 新田みれい（1月25日、BabyEntertainment）
- 魔の媚肉激震貫通マシーン Part2 秘奥の深層に至るまで凄絶な波動で突き上げる残酷装置に もがきながら為す術なく昇天し続ける7名の哀しき敏感女体（2月13日、BabyEntertainment）
- J○姪っ子の弱味を握った日 実写版 生意気な姪を快楽堕ちさせてアナルまで貫通してやった。 新田みれい（2月13日、無垢）
- めっちゃ可愛いアナル百合セックス 「新田まんの穴はずっといちか専用!」 新田みれい 松本いちか（12月14日、ビビアン）

- お見合い中、仲人にアナルをほじられ肛門イキさせられる巨尻女 望月あやか 新田みれい（2月10日、電脳ラスプーチン）

### VR
2020年
- 初VR 新しくできた義理の妹が超積極的! 両親がいない間にこっそりイチャイチャ生中出しSEX!（3月6日、CASANOVA）
- 逆恨みされ母の目の前で犯される娘 「私が助けれるなら…」（4月3日、ブイワンVR）
- 東京に上京する僕。地元に残る彼女。 〜上京前の最後のセックス〜（4月7日、KMPVR）
- ご主人様のことが大好きすぎる従順ドMな美少女メイドを愛でて責めてイカせるVR（4月10日、CASANOVA）
- おっぱいイジりVR 〜7つの美乳を揉んだり責めたりイカせたり〜（5月1日、CASANOVA）
- ロリっ子痴漢 父親と温泉に来ていた無垢な少女を犯りまくれ!（5月22日、ナチュラルハイ）
- 制服オナニーVR（5月30日、KMPVR）
- 感じている顔をずっと見つめるVR（5月31日、KMPVR）
- 顔騎遊園（6月25日、KMPVR）
- アメスクVR（7月8日、KMPVR）
- 開始3分でチ○ポと乳首を責め立ててくる、ぬるぬるスケスケノーブラ女子がエロいと評判の地下メンズエステの制服着用オイルマッサージ三輪車コースVR（11月6日、Hunter）
- 私との秘密だよ… 制服姿で股を開いてコソコソしながらラブイチャSEX（12月11日、ブイワンVR）

### イメージDVD
- 制服SCANDAL（2020年4月30日、スパイスビジュアル）※「逢坂可鈴」名義